# Скальные туфли

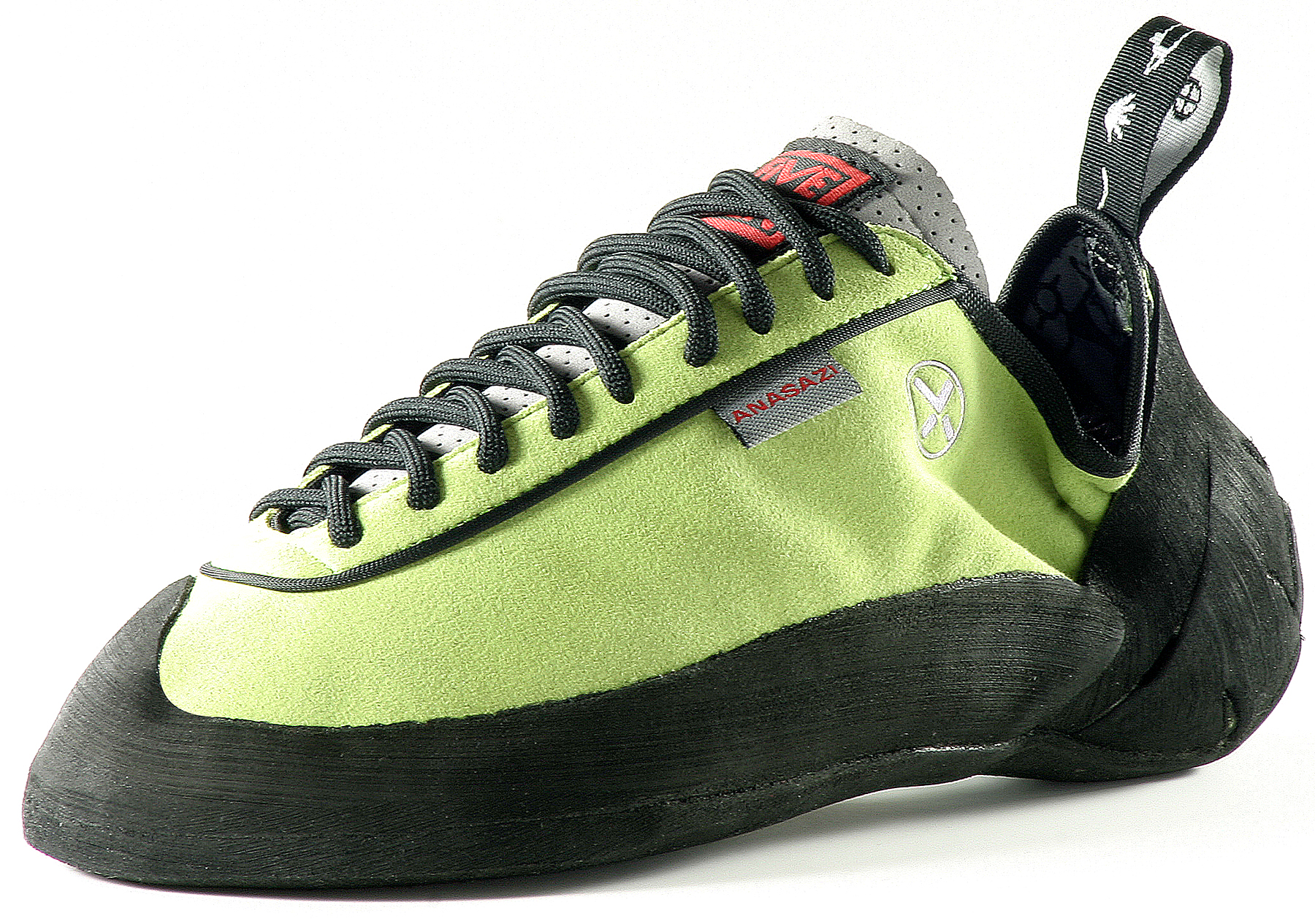
Скальные туфли

Скальные туфли (разг. ска́льники, англ. Climbing shoe) — специализированный тип обуви, предназначенный для скалолазания (в том числе боулдеринга и  лазания на скорость), а также некоторых маршутов в альпинизме. Они имеют обрезиненную подошву и узкую колодку, которая обеспечивает фиксацию ноги для лазания по скалам или на скалодроме. Скальные туфли не предназначены для ходьбы, и надеваются непосредственно перед тем, как начать лазание.

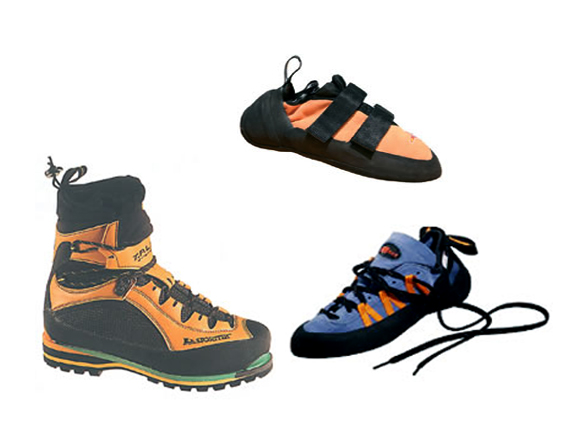
Скальные туфли (справа) в сравнении с альпинистскими ботинками (слева)

## Материалы

### Натуральная кожа
Скальники из натуральной кожи, как правило, хорошо растягиваются в первые недели эксплуатации. Любое пространство между скальником и ногой снижает чувствительность и повышает вероятность срыва ноги с рельефа, поэтому кожаные и замшевые скальники часто подбирают на несколько размеров меньше.

### Синтетические материалы
Скальные туфли из синтетических материалов растягиваются обычно в пределах одного размера. Это упрощает выбор, снижает шансы ошибиться с размером и избавляет от процедуры разнашивания.

## Особенности конструкции

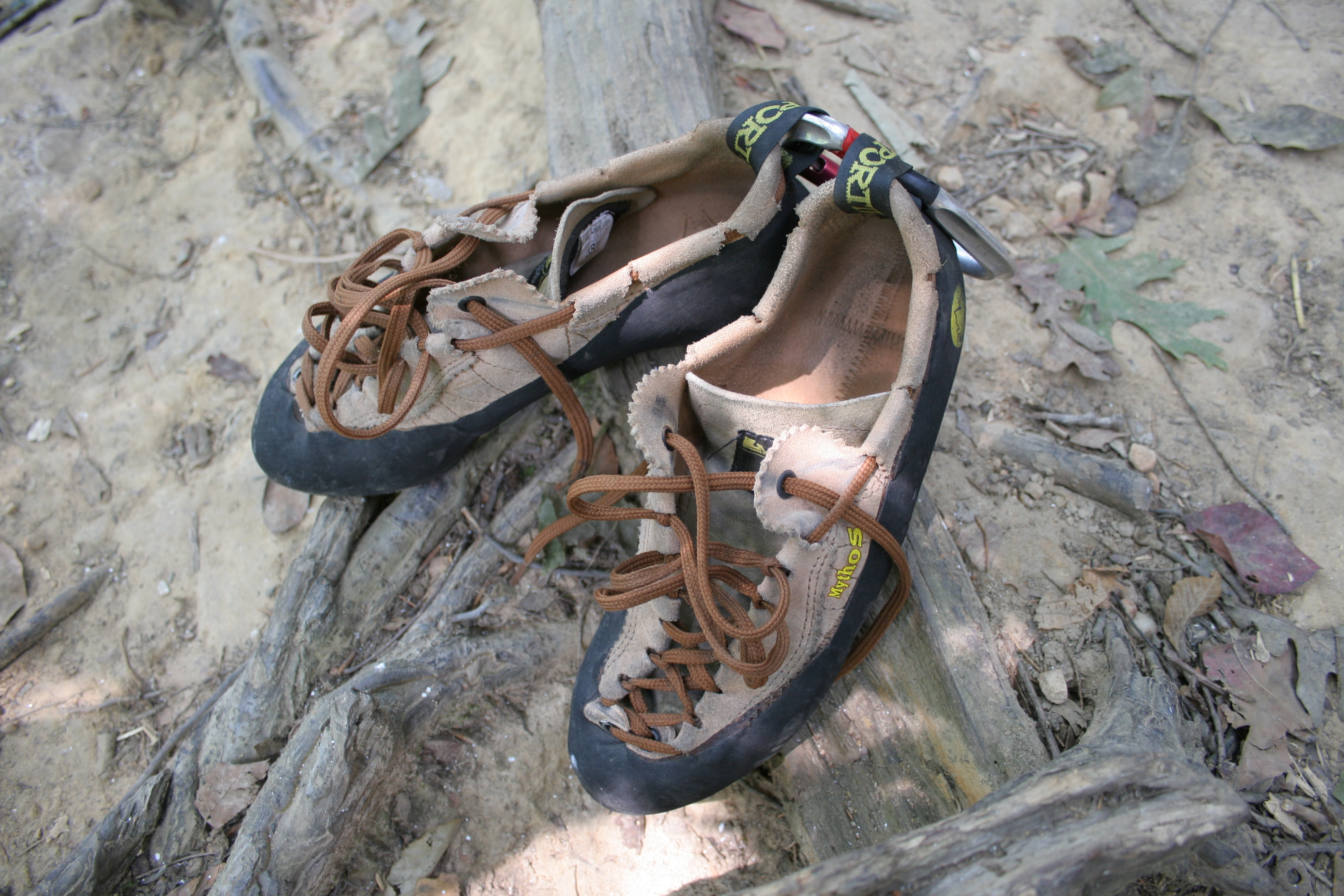
Скальные туфли с комфортной симметричной колодкой, используемые, как правило, для продолжительного Трэд-скалолазание

Колодка скальных туфель имеет изгибы в горизонтальной и вертикальной плоскости. Асимметричные в горизонтальной плоскости скальные туфли используются для техничного лазания, однако, менее комфортны для продолжительных тренировок, длительных маршрутов и лазания на скорость.

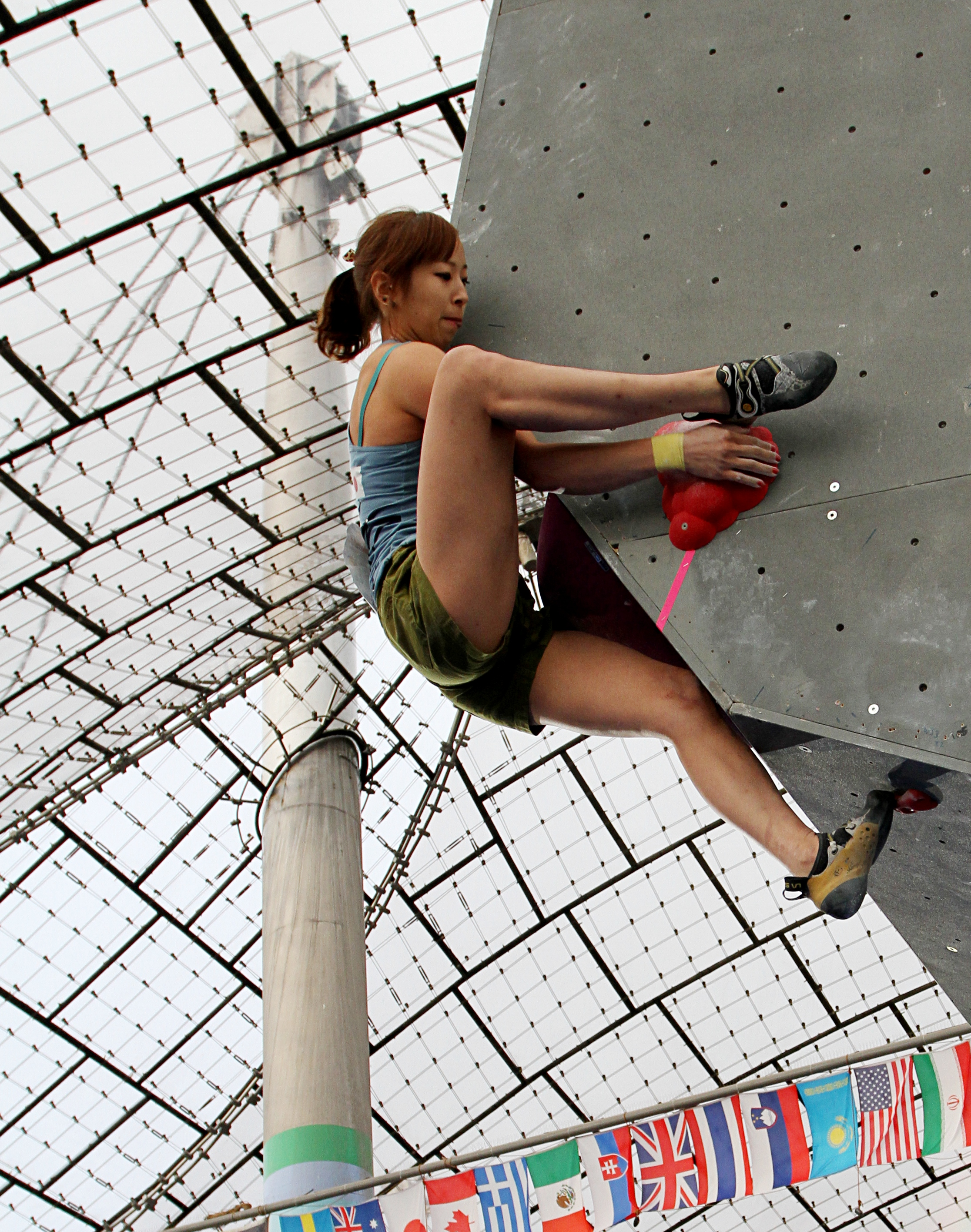
Акиё Ногути использует пятку мягких скальников с агрессивной колодкой на чемпионате по боулдерингу

Скальные туфли с выраженным вертикальным изгибом в основном используются для лазания по рельефу с отрицательным углом наклона, для потолочного лазания и техничного боулдеринга. Однако, в них сложнее стоять на стене без выступов (на трении), а также усложняется щелевое лазание.

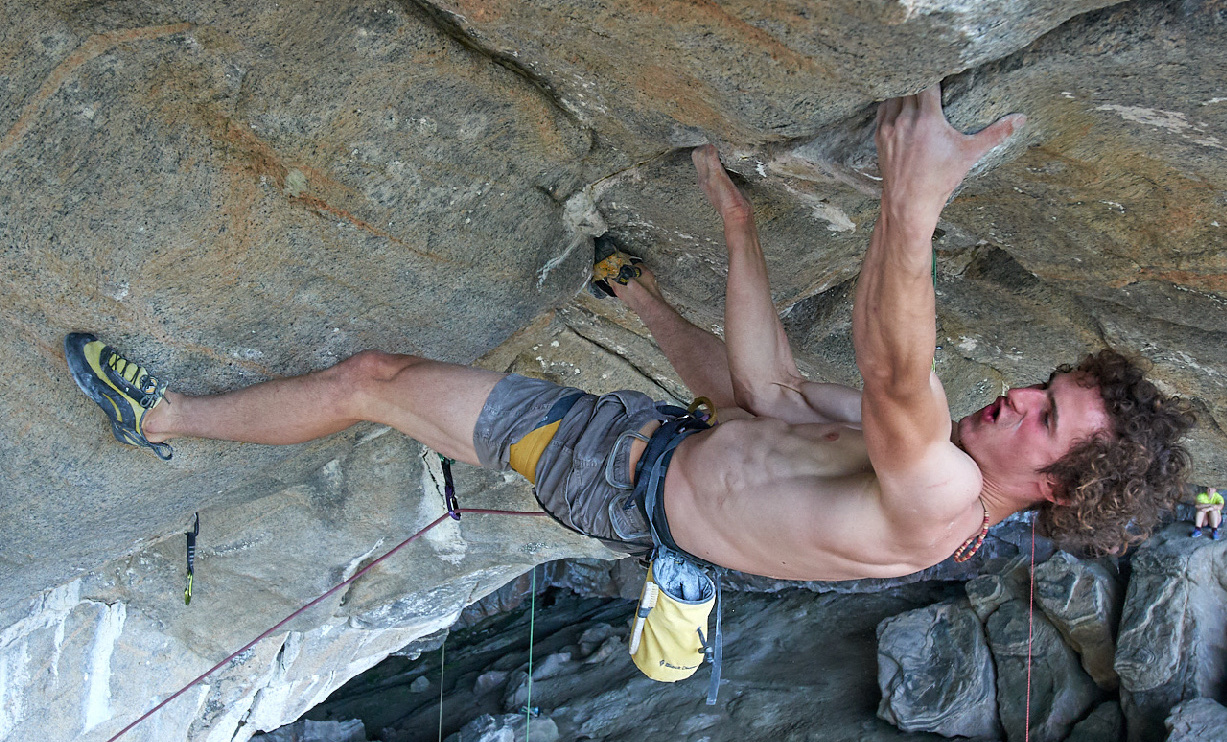
Адам Ондра проходит один из самых сложных маршрутов в мире, Silence (скалолазный маршрут) (9c), в жёстком скальнике на левой ноге и в мягком скальнике на правой

Помимо изгибов колодки, скальные туфли различаются жёсткостью. Жёсткие скальники позволяют ставить ноги на самые маленькие выступы (мизеры). Мягкие скальники более комфортны, легко разнашиваются, а также повышают чувствительность и позволяют ставить ноги на стену без выступов (на трении). Однако, мягкие скальники требуют большей тренированности мышц стопы для уверенной постановки ног на мелкие неровности рельефа.
Как правило, скальные туфли, ориентированные на новичков, имеет более жесткую и толстую резину и менее агрессивный и асимметричный профиль; это позволяет им быть более комфортными и долго служить даже при неправильной постановке ног.
Кроме того, скальные туфли можно разделить по типу фиксации ноги:
- Скальные туфли на липучках — достаточно регулируют фиксацию стопы, легко надевать и снимать.
- Скальные туфли со шнурками — обеспечивают максимальную фиксацию стопы. Часто используются для лазания на естественном рельефе, в трэд-лазании[англ.] и лазании на трудность; в меньшей степени распространены на болдеринговых скалодромах по той причине, что их сложнее снимать и надевать между пролазами.
- Чешки (слипперы) — удобно снимать и надевать между пролазами, однако, не всегда обеспечивают должную фиксацию стопы. Популярны на искусственном рельефе и, в особенности, в лазании на скорость[6].
- Система быстрой шнуровки — шнурки, комбинированные с липучкой. Совмещают достоинства обоих вариантов.